# Loui Batley
Loui Anne Batley es una actriz y modelo inglesa, conocida por haber interpretado a Sarah Barnes en la serie Hollyoaks.

## Biografía
Su hermano, Tobias Batley, es un bailarín de ballet profesional.
Salió con el actor Simon Lawson, quien interpretó a Simon Crosby en Hollyoaks.

## Carrera
Ha aparecido en series como Nighty Night y en Jake's Progress.
El 10 de octubre de 2005, se unió al elenco de la serie Hollyoaks, donde interpretó a Sarah Barnes hasta el 23 de octubre de 2009. Entre 2008 y 2009, interpretó de nuevo a Sarah en el spinoff de la serie, Hollyoaks: Later. En 2007 se unió al elenco de la segunda temporada del programa Just the Two of Us; su pareja fue el cantante profesional Russell Watson; sin embargo, Loui tuvo que abandonar el programe después de que Russell se fuera por problemas de salud y no fuera remplazado.
En 2012 interpretó a Amy en el thriller Tower Block.

## Filmografía

### Series de televisión
| Año         | Título          | Personaje     | Notas                               |
| ----------- | --------------- | ------------- | ----------------------------------- |
| 2015        | Doctors         | Stella Cairns | episodio "Put Away Childish Things" |
| 2005 - 2009 | Hollyoaks       | Sarah Barnes  | 144 episodios                       |
| 2008 - 2009 | Hollyoaks Later | Sarah Barnes  | 8 episodios                         |
| 2005        | Nighty Night    | Natalie       | 2 episodios                         |
| 1995        | Jake's Progress | Portia        | 3 episodios - miniserie             |

### Películas
| Año  | Título              | Personaje   | Notas                                             |
| ---- | ------------------- | ----------- | ------------------------------------------------- |
| 2012 | Tower Block         | Amy         | junto a Russell Tovey y Steven Cree               |
| 2010 | Following Footsteps | Maria White | junto a Matt Di Angelo, Chucky Venn y David Ajala |

### Teatro
| Año | Obra                     | Personaje      |
| --- | ------------------------ | -------------- |
| -   | Broadway Theatre Project | Solista        |
| -   | Submerged                | Solista        |
| -   | The Waltz Medley         | Solista        |
| -   | Six Feet Under           | Solista        |
| -   | The Nutcracker           | Hada de Azúcar |